# Fukuda Ki-23
El Fukuda Ki-23 era un aliante construido por la compañía Fukuda Light Aircraft en Japón al final de los años '30.

## Diseño y desarrollo
Era un aliante a dos puestos con alas altas y una rueda única semillas-incastonata y fistola nasale y cola como dispositivo de aterrizaje. El Ki-23 estuvo completado el 1 de diciembre de 1939 y entregado a la Institución de investigación sobre la tecnología aeronáutica del ejército imperial japonés, pero fue respinto del ejército imperial japonés.

## Especificaciones
Referencia datos: 

### Características generales
- Capacidad: one piloto
- Longitud: 7.60 m
- Envergadura: 17.00 m
- Peso vacío: 276 kg
- Peso máximo al despegue: 426 kg

### Rendimiento
- Velocidad nunca excedida (Vne): 70.3 km/h